# Oxyrhynchus papuanus
Oxyrhynchus papuanus är en ärtväxtart som först beskrevs av August Adriaan Pulle, och fick sitt nu gällande namn av Bernard Verdcourt. Oxyrhynchus papuanus ingår i släktet Oxyrhynchus och familjen ärtväxter. Inga underarter finns listade i Catalogue of Life.